# Magazin Kapitän-Alexander-Straße 37

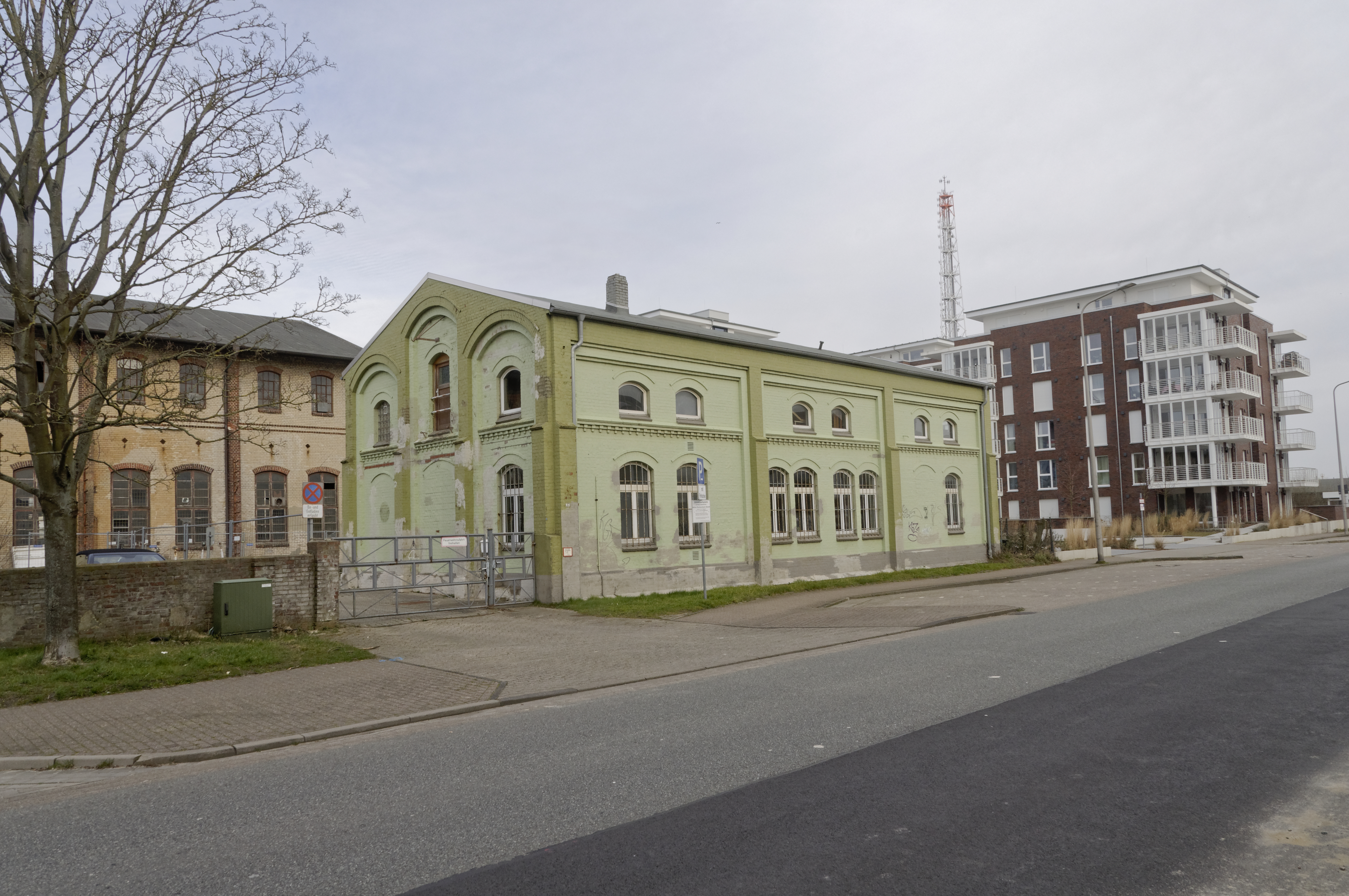
Südwest- und Südostfassade (2020)

Das ehemalige Magazin Kapitän-Alexander-Straße 37 in der niedersächsischen Kreisstadt Cuxhaven im Landkreis Cuxhaven stammt vom Ende des 19. Jahrhunderts. Aktuell (2024) wird es gewerblich genutzt.
Das Gebäude steht unter Denkmalschutz (siehe auch Liste der Baudenkmale in Cuxhaven).

## Geschichte und Beschreibung
Die Kapitän-Alexander-Straße (davor Ostseite) wurde benannt nach dem Fischdampfer-Kapitän Alexander. Sie verläuft im Hafen in Nord-Süd-Richtung.
Das zweigeschossige traufständige verputzte und historisierende Gebäude mit Drempel und ziegelgedecktem flachen Satteldach sowie geschossteilendem Gesims wurde 1896 als Magazin des Marinearsenals im Hafen gebaut. Die Fassaden wurden gestaltet und gegliedert durch Segmentbogenfenster, einen Tropfenfries und Lisenen.
Das Landesdenkmalamt befand u. a.: „… Magazingebäude in zeit- und funktionstypischer Gestaltung erhalten …“
Dahinter steht das ehemalige Marine-Magazin Kapitän-Alexander-Straße 35a.